# Nicanor Álvarez
Nicanor Álvarez fue un político peruano. 
En 1867 llegó al Cusco el ingeniero sueco John W. Nystrom quien procuró la formación de una sociedad metalúrgica y minera en el Cusco para impulsar la industria siderúrgica. En su expedición e informes, se menciona a varios cusqueños que suscribieron acciones para la constitución de dicha empresa entre los que estaba Nicanor Álvarez. La empresa, sin embargo, no pudo concretarse ante la poca inversión realizada por los habitantes del Cusco.
Fue elegido diputado por la provincia de Canas entre 1868 y 1871 durante el gobierno de José Balta y reelecto  entre 1872 y 1876 durante el gobierno de Manuel Pardo.